# Тур WTA 1997
Тур WTA 1997 — серія елітних професійних тенісних турнірів, які проходили під егідою Жіночої тенісної асоціації (WTA) упродовж сезону. Календар Туру WTA містив 51 турнір: турніри Великого шолома (під егідою Міжнародної тенісної федерації (ITF)), Фінал WTA та турніри 1-4 категорій. Сезон тривав з кінця грудня 1996 до листопада 1997 року.

## Графік
Нижче наведено повний розклад  турнірів сезону, включаючи перелік тенісистів, які дійшли на турнірах щонайменше до чвертьфіналу.
Позначення
| Турніри Великого шолома |
| Фінал WTA               |
| Турніри 1 категорії     |
| Турніри 2 категорії     |
| Турніри 3 категорії     |
| Турніри 4 категорії     |
| Командні турніри        |

### Січень
| Тиждень           | Турнір | Чемпіонки                                          | Фіналістки                                   | Півфіналістки                                            | Чвертьфіналістки                                           |
| ----------------- | --- | -------------------------------------------------- | -------------------------------------------- | -------------------------------------------------------- | ---------------------------------------------------------- |
| 30 грудня         | Hyundai Hopman Cup Перт, Австралія ITF Mixed Teams Championships A$1,000,000 – Тверде (i) – 8 teams (RR)                                                          | Сполучені Штати Америки · 2–1                      | Південно-Африканська Республіка              | Груповий турнір (група A) Хорватія · Австралія · Франція | Груповий турнір (група B) Швейцарія · Румунія · Німеччина  |
| 30 грудня         | Gold Coast Classic Hope Island, Австралія Турнір 3 категорії $164,250 – Тверде – 30S/32Q/16D Одиночний розряд – Парний розряд                                     | Олена Лиховцева 3–6, 7–6(9–7), 6–3                 | Суґіяма Ай                                   | Бренда Шульц-Маккарті Анн-Гель Сідо                      | Магі Серна Рейчел Макквіллан Сабін Аппельманс Оса Свенссон |
| 30 грудня         | Gold Coast Classic Hope Island, Австралія Турнір 3 категорії $164,250 – Тверде – 30S/32Q/16D Одиночний розряд – Парний розряд                                     | Кадзімута Наоко Міягі Нана 7–6(7–3), 6–1           | Руксандра Драгомір Сільвія Фаріна-Елія       | Бренда Шульц-Маккарті Анн-Гель Сідо                      | Магі Серна Рейчел Макквіллан Сабін Аппельманс Оса Свенссон |
| 30 грудня         | ASB Classic Окленд (Нова Зеландія), Нова Зеландія Турнір 4 категорії $107,500 – Тверде – 32S/32Q/16D Одиночний розряд – Парний розряд                             | Маріон Маруска 6–3, 6–1                            | Юдіт Візнер                                  | Тамарін Танасугарн Елена Пампулова                       | Анке Губер Сандра Качіч Хіракі Ріка Алексія Дешом-Баллере  |
| 30 грудня         | ASB Classic Окленд (Нова Зеландія), Нова Зеландія Турнір 4 категорії $107,500 – Тверде – 32S/32Q/16D Одиночний розряд – Парний розряд                             | Жанетта Гусарова Домінік Монамі 6–2, 6–7(5–7), 6–3 | Александра Ольша Елена Пампулова             | Тамарін Танасугарн Елена Пампулова                       | Анке Губер Сандра Качіч Хіракі Ріка Алексія Дешом-Баллере  |
| 6 січня           | Sydney International Сідней, Австралія Турнір 2 категорії $342,500 – Тверде – 28S/32Q/16D Одиночний розряд – Парний розряд                                        | Мартіна Хінгіс 6–1, 5–7, 6–1                       | Дженніфер Капріаті                           | Ліндсі Девенпорт Мері Джо Фернандес                      | Емі Фрейзер Савамацу Наоко Іва Майолі Басукі Яюк           |
| 6 січня           | Sydney International Сідней, Австралія Турнір 2 категорії $342,500 – Тверде – 28S/32Q/16D Одиночний розряд – Парний розряд                                        | Джиджі Фернандес Аранча Санчес Вікаріо 6–3, 6–1    | Ліндсі Девенпорт Наташа Звєрєва              | Ліндсі Девенпорт Мері Джо Фернандес                      | Емі Фрейзер Савамацу Наоко Іва Майолі Басукі Яюк           |
| 6 січня           | ANZ Tasmanian International Гобарт, Австралія Турнір 4 категорії $107,500 – Тверде – 32S/32Q/16D Одиночний розряд – Парний розряд                                 | Домінік Монамі 6–3, 6–3                            | Маріанн Вердел                               | Ельс Калленс Ендо Мана                                   | Анн-Гель Сідо Ван Ші-тін Ленка Ценкова Аннабел Еллвуд      |
| 6 січня           | ANZ Tasmanian International Гобарт, Австралія Турнір 4 категорії $107,500 – Тверде – 32S/32Q/16D Одиночний розряд – Парний розряд                                 | Кадзімута Наоко Міягі Нана 6–3, 6–1                | Барбара Ріттнер Домінік Монамі               | Ельс Калленс Ендо Мана                                   | Анн-Гель Сідо Ван Ші-тін Ленка Ценкова Аннабел Еллвуд      |
| 13 січня 20 січня | Відкритий чемпіонат Австралії з тенісу Мельбурн, Австралія Турніри Великого шлема $3,451,626 – Тверде – 128S/64Q/64D/32X Одиночний розряд – Парний розряд - Мікст | Мартіна Хінгіс 6–2, 6–2                            | Марі П'єрс                                   | Аманда Кетцер Мері Джо Фернандес                         | Кімберлі По Сабін Аппельманс Іріна Спирля Домінік Монамі   |
| 13 січня 20 січня | Відкритий чемпіонат Австралії з тенісу Мельбурн, Австралія Турніри Великого шлема $3,451,626 – Тверде – 128S/64Q/64D/32X Одиночний розряд – Парний розряд - Мікст | Мартіна Хінгіс Наташа Звєрєва 6–2, 6–2             | Ліндсі Девенпорт Ліза Реймонд                | Аманда Кетцер Мері Джо Фернандес                         | Кімберлі По Сабін Аппельманс Іріна Спирля Домінік Монамі   |
| 13 січня 20 січня | Відкритий чемпіонат Австралії з тенісу Мельбурн, Австралія Турніри Великого шлема $3,451,626 – Тверде – 128S/64Q/64D/32X Одиночний розряд – Парний розряд - Мікст | Рік Ліч Манон Боллеграф 6–3, 6–7(5–7), 7–5         | Джон-Лаффньє де Ягер Лариса Савченко-Нейланд | Аманда Кетцер Мері Джо Фернандес                         | Кімберлі По Сабін Аппельманс Іріна Спирля Домінік Монамі   |
| 27 січня          | Toray Pan Pacific Open Токіо, Японія Турніри WTA Tier I $926,250 – Тверде (i) – 28S/32Q/16D Одиночний розряд – Парний розряд                                      | Мартіна Хінгіс W/O                                 | Штеффі Граф                                  | Бренда Шульц-Маккарті Анке Губер                         | Іва Майолі Кончіта Мартінес Ліндсі Девенпорт Аманда Кетцер |
| 27 січня          | Toray Pan Pacific Open Токіо, Японія Турніри WTA Tier I $926,250 – Тверде (i) – 28S/32Q/16D Одиночний розряд – Парний розряд                                      | Ліндсі Девенпорт Наташа Звєрєва 6–4, 6–3           | Джиджі Фернандес Мартіна Хінгіс              | Бренда Шульц-Маккарті Анке Губер                         | Іва Майолі Кончіта Мартінес Ліндсі Девенпорт Аманда Кетцер |

### Лютий
| Тиждень   | Турнір | Чемпіонки                                                                         | Фіналістки                                                                       | Півфіналістки                    | Чвертьфіналістки                                            |
| --------- | --- | --------------------------------------------------------------------------------- | -------------------------------------------------------------------------------- | -------------------------------- | ----------------------------------------------------------- |
| 3 лютого  | EA-Generali Ladies Linz Лінц, Австрія Турнір 3 категорії $164,250 – Килим (i) – 28S/32Q/16D Одиночний розряд – Парний розряд                                                | Чанда Рубін 6–4, 6–2                                                              | Каріна Габшудова                                                                 | Яна Новотна Юдіт Візнер          | Магдалена Малеєва Барбара Ріттнер Наталі Тозья Оса Свенссон |
| 3 лютого  | EA-Generali Ladies Linz Лінц, Австрія Турнір 3 категорії $164,250 – Килим (i) – 28S/32Q/16D Одиночний розряд – Парний розряд                                                | Александра Фусаї Наталі Тозья 4–6, 6–3, 6–1                                       | Ева Меліхарова Гелена Вілдова                                                    | Яна Новотна Юдіт Візнер          | Магдалена Малеєва Барбара Ріттнер Наталі Тозья Оса Свенссон |
| 10 лютого | Open Gaz de France Париж, Франція Турнір 2 категорії $450,000 – Тверде (i) – 28S/32Q/16D Одиночний розряд – Парний розряд                                                   | Мартіна Хінгіс 6–3, 3–6, 6–3                                                      | Анке Губер                                                                       | Іва Майолі Яна Новотна           | Наталі Тозья Басукі Яюк Іріна Спирля Марі П'єрс             |
| 10 лютого | Open Gaz de France Париж, Франція Турнір 2 категорії $450,000 – Тверде (i) – 28S/32Q/16D Одиночний розряд – Парний розряд                                                   | Мартіна Хінгіс Яна Новотна 6–3, 6–0                                               | Александра Фусаї Ріта Гранде                                                     | Іва Майолі Яна Новотна           | Наталі Тозья Басукі Яюк Іріна Спирля Марі П'єрс             |
| 17 лютого | Faber Grand Prix Ганновер, Німеччина Турнір 2 категорії $450,000 – Тверде (i) – 28S/32Q/16D Одиночний розряд – Парний розряд                                                | Іва Майолі 4–6, 7–6(7–2), 6–4                                                     | Яна Новотна                                                                      | Магдалена Малеєва Барбара Паулюс | Олена Лиховцева Сандрін Тестю Анн-Гель Сідо Міріам Ореманс  |
| 17 лютого | Faber Grand Prix Ганновер, Німеччина Турнір 2 категорії $450,000 – Тверде (i) – 28S/32Q/16D Одиночний розряд – Парний розряд                                                | Ніколь Арендт Манон Боллеграф 4–6, 6–3, 7–6(7–4)                                  | Лариса Савченко-Нейланд Бренда Шульц-Маккарті                                    | Магдалена Малеєва Барбара Паулюс | Олена Лиховцева Сандрін Тестю Анн-Гель Сідо Міріам Ореманс  |
| 17 лютого | IGA Tennis Classic Оклахома-Сіті, Сполучені Штати Америки Турнір 3 категорії $164,250 – Тверде (i) – 30S/32Q/16D Одиночний розряд – Парний розряд                           | Ліндсі Девенпорт 6–4, 6–2                                                         | Ліза Реймонд                                                                     | Кімберлі По Франческа Любіані    | Дженніфер Капріаті Сандра Качіч Пем Шрайвер Аманда Кетцер   |
| 17 лютого | IGA Tennis Classic Оклахома-Сіті, Сполучені Штати Америки Турнір 3 категорії $164,250 – Тверде (i) – 30S/32Q/16D Одиночний розряд – Парний розряд                           | Хіракі Ріка Міягі Нана 6–4, 6–1                                                   | Маріанн Вердел Tami Whitlinger Jones                                             | Кімберлі По Франческа Любіані    | Дженніфер Капріаті Сандра Качіч Пем Шрайвер Аманда Кетцер   |
| 24 лютого | Кубок Федерації: Чвертьфінал Гарлем, Нідерландські Антильські острови – Килим (i) Мангайм, Німеччина – Тверде (i) Токіо, Японія – Тверде (i) Sprimont, Бельгія – Тверде (i) | Перемогли в чвертьфіналі · Нідерланди 3–2 · Чехія 3–2 · Франція 4–1 · Бельгія 5–0 | Програли в чвертьфіналі · Сполучені Штати Америки · Німеччина · Японія · Іспанія |                                  |                                                             |

### Березень
| Тиждень               | Турнір | Чемпіонки                                       | Фіналістки                      | Півфіналістки                            | Чвертьфіналістки                                          |
| --------------------- | --- | ----------------------------------------------- | ------------------------------- | ---------------------------------------- | --------------------------------------------------------- |
| 3 березня 10 березня  | Newsweek Champions Cup and the State Farm Evert Cup Індіан-Веллс (Каліфорнія), Сполучені Штати Америки Турніри WTA Tier I $1,250,000 – Тверде – 56S/32Q/28D Одиночний розряд – Парний розряд | Ліндсі Девенпорт 6–2, 6–1                       | Іріна Спирля                    | Аранча Санчес Вікаріо Мері Джо Фернандес | Сандрін Тестю Наталі Тозья Вінус Вільямс Кончіта Мартінес |
| 3 березня 10 березня  | Newsweek Champions Cup and the State Farm Evert Cup Індіан-Веллс (Каліфорнія), Сполучені Штати Америки Турніри WTA Tier I $1,250,000 – Тверде – 56S/32Q/28D Одиночний розряд – Парний розряд | Ліндсі Девенпорт Наташа Звєрєва 6–3, 6–2        | Ліза Реймонд Наталі Тозья       | Аранча Санчес Вікаріо Мері Джо Фернандес | Сандрін Тестю Наталі Тозья Вінус Вільямс Кончіта Мартінес |
| 17 березня 24 березня | Lipton Championships Маямі, Сполучені Штати Америки Турніри WTA Tier I $1,750,000 – Тверде – 96S/64Q/48D Одиночний розряд – Парний розряд                                                    | Мартіна Хінгіс 6–2, 6–1                         | Моніка Селеш                    | Яна Новотна Барбара Паулюс               | Мері Джо Фернандес Іва Майолі Іріна Спирля Сандрін Тестю  |
| 17 березня 24 березня | Lipton Championships Маямі, Сполучені Штати Америки Турніри WTA Tier I $1,750,000 – Тверде – 96S/64Q/48D Одиночний розряд – Парний розряд                                                    | Аранча Санчес Вікаріо Наташа Звєрєва 6–2, 6–3   | Сабін Аппельманс Міріам Ореманс | Яна Новотна Барбара Паулюс               | Мері Джо Фернандес Іва Майолі Іріна Спирля Сандрін Тестю  |
| 31 березня            | Family Circle Cup Гілтон-Гед-Айленд (Південна Кароліна), Сполучені Штати Америки Турніри WTA Tier I $926,250 – Ґрунт (Green) – 56S/32Q/28D Одиночний розряд – Парний розряд                  | Мартіна Хінгіс 3–6, 6–3, 7–6(7–5)               | Моніка Селеш                    | Бренда Шульц-Маккарті Кончіта Мартінес   | Вілтруд Пробст Ліндсі Девенпорт Анке Губер Аманда Кетцер  |
| 31 березня            | Family Circle Cup Гілтон-Гед-Айленд (Південна Кароліна), Сполучені Штати Америки Турніри WTA Tier I $926,250 – Ґрунт (Green) – 56S/32Q/28D Одиночний розряд – Парний розряд                  | Мері Джо Фернандес Мартіна Хінгіс 7–5, 4–6, 6–1 | Ліндсі Девенпорт Яна Новотна    | Бренда Шульц-Маккарті Кончіта Мартінес   | Вілтруд Пробст Ліндсі Девенпорт Анке Губер Аманда Кетцер  |

### Квітень
| Тиждень   | Турнір | Чемпіонки                                    | Фіналістки                        | Півфіналістки                      | Чвертьфіналістки                                                          |
| --------- | --- | -------------------------------------------- | --------------------------------- | ---------------------------------- | ------------------------------------------------------------------------- |
| 7 квітня  | Bausch & Lomb Championships Амелія (острів), США Турнір 2 категорії $450,000 – Ґрунт (Green) – 56S/32Q/28D Одиночний розряд – Парний розряд | Ліндсі Девенпорт 6–2, 6–3                    | Марі П'єрс                        | Аманда Кетцер Іва Майолі           | Мері Джо Фернандес Яна Кандарр Кончіта Мартінес Аранча Санчес Вікаріо     |
| 7 квітня  | Bausch & Lomb Championships Амелія (острів), США Турнір 2 категорії $450,000 – Ґрунт (Green) – 56S/32Q/28D Одиночний розряд – Парний розряд | Ліндсі Девенпорт Яна Новотна 6–3, 6–0        | Ніколь Арендт Манон Боллеграф     | Аманда Кетцер Іва Майолі           | Мері Джо Фернандес Яна Кандарр Кончіта Мартінес Аранча Санчес Вікаріо     |
| 14 квітня | Відкритий чемпіонат Японії з тенісу Токіо, Японія Турнір 3 категорії $164,250 – Тверде – 32S/32Q/16D Одиночний розряд – Парний розряд       | Суґіяма Ай 4–6, 6–4, 6–4                     | Емі Фрейзер                       | Аннабел Еллвуд Кімберлі По         | Джанет Лі Савамацу Наоко Коріна Мораріу Ван Ші-тін                        |
| 14 квітня | Відкритий чемпіонат Японії з тенісу Токіо, Японія Турнір 3 категорії $164,250 – Тверде – 32S/32Q/16D Одиночний розряд – Парний розряд       | Алексія Дешом-Баллере Хіракі Ріка 6–4, 6–2   | Керрі-Енн Г'юз Коріна Мораріу     | Аннабел Еллвуд Кімберлі По         | Джанет Лі Савамацу Наоко Коріна Мораріу Ван Ші-тін                        |
| 21 квітня | Budapest Lotto Open Будапешт, Угорщина Турнір 4 категорії $107,500 – Ґрунт (Red) – 32S/32Q/16D Одиночний розряд – Парний розряд             | Аманда Кетцер 6–1, 6–3                       | Сабін Аппельманс                  | Каріна Габшудова Генрієта Надьова  | Александра Фусаї Крістіна Торренс-Валеро Йоаннетта Крюгер Елена Пампулова |
| 21 квітня | Budapest Lotto Open Будапешт, Угорщина Турнір 4 категорії $107,500 – Ґрунт (Red) – 32S/32Q/16D Одиночний розряд – Парний розряд             | Аманда Кетцер Александра Фусаї 6–3, 6–1      | Ева Мартінцова Елена Пампулова    | Каріна Габшудова Генрієта Надьова  | Александра Фусаї Крістіна Торренс-Валеро Йоаннетта Крюгер Елена Пампулова |
| 21 квітня | Danamon Open Джакарта, Індонезія Турнір 4 категорії $107,500 – Тверде – 32S/32Q/16D Одиночний розряд – Парний розряд                        | Савамацу Наоко 6–3, 6–2                      | Йосіда Юка                        | Алексія Дешом-Баллере Ріта Гранде  | Ван Ші-тін Kim Eun-ha Нансі Фебер Міягі Нана                              |
| 21 квітня | Danamon Open Джакарта, Індонезія Турнір 4 категорії $107,500 – Тверде – 32S/32Q/16D Одиночний розряд – Парний розряд                        | Керрі-Енн Г'юз Крістін Кунс 6–4, 5–7, 7–5    | Ленка Немечкова Йосіда Юка        | Алексія Дешом-Баллере Ріта Гранде  | Ван Ші-тін Kim Eun-ha Нансі Фебер Міягі Нана                              |
| 28 квітня | Rexona Cup Гамбург, Німеччина Турнір 2 категорії $450,000 – Ґрунт (Red) – 28S/32Q/16D Одиночний розряд – Парний розряд                      | Іва Майолі 6–3, 6–2                          | Руксандра Драгомір                | Анн-Гель Сідо Марія Санчес Лоренсо | Петра Лангрова Барбара Шетт Марі П'єрс Кончіта Мартінес                   |
| 28 квітня | Rexona Cup Гамбург, Німеччина Турнір 2 категорії $450,000 – Ґрунт (Red) – 28S/32Q/16D Одиночний розряд – Парний розряд                      | Анке Губер Марі П'єрс 2–6, 7–6(7–1), 6–2     | Руксандра Драгомір Іва Майолі     | Анн-Гель Сідо Марія Санчес Лоренсо | Петра Лангрова Барбара Шетт Марі П'єрс Кончіта Мартінес                   |
| 28 квітня | Croatian Bol Ladies Open Bol, Хорватія Турнір 4 категорії $107,500 – Ґрунт (Red) – 32S/32Q/16D Одиночний розряд – Парний розряд             | Мір'яна Лучич-Бароні 7–5, 6–7(4–7), 7–6(7–5) | Коріна Мораріу                    | Аманда Кетцер Еммануель Гальярді   | Сара Пітковскі Катаріна Студенікова Йоаннетта Крюгер Маріон Маруска       |
| 28 квітня | Croatian Bol Ladies Open Bol, Хорватія Турнір 4 категорії $107,500 – Ґрунт (Red) – 32S/32Q/16D Одиночний розряд – Парний розряд             | Лаура Монтальво Генрієта Надьова 6–3, 6–1    | Марія Хосе Гайдано Маріон Маруска | Аманда Кетцер Еммануель Гальярді   | Сара Пітковскі Катаріна Студенікова Йоаннетта Крюгер Маріон Маруска       |

### Травень
| Тиждень            | Турнір | Чемпіонки                                         | Фіналістки                         | Півфіналістки                         | Чвертьфіналістки                                                        |
| ------------------ | --- | ------------------------------------------------- | ---------------------------------- | ------------------------------------- | ----------------------------------------------------------------------- |
| 5 травня           | Internazionali d'Italia Рим, Італія Турніри WTA Tier I $926,250 – Ґрунт (Red) – 56S/32Q/28D Одиночний розряд – Парний розряд                                | Марі П'єрс 6–4, 6–0                               | Кончіта Мартінес                   | Барбара Паулюс Патті Шнідер           | Руксандра Драгомір Іріна Спирля Йоаннетта Крюгер Аранча Санчес Вікаріо  |
| 5 травня           | Internazionali d'Italia Рим, Італія Турніри WTA Tier I $926,250 – Ґрунт (Red) – 56S/32Q/28D Одиночний розряд – Парний розряд                                | Ніколь Арендт Манон Боллеграф 6–2, 6–4            | Кончіта Мартінес Патрісія Тарабіні | Барбара Паулюс Патті Шнідер           | Руксандра Драгомір Іріна Спирля Йоаннетта Крюгер Аранча Санчес Вікаріо  |
| 12 травня          | WTA German Open Берлін, Німеччина Турніри WTA Tier I $926,250 – Ґрунт (Red) – 56S/32Q/16D Одиночний розряд – Парний розряд                                  | Мері Джо Фернандес 6–4, 6–2                       | Марі П'єрс                         | Аманда Кетцер Яна Новотна             | Штеффі Граф Іва Майолі Анна Курникова Сабін Аппельманс                  |
| 12 травня          | WTA German Open Берлін, Німеччина Турніри WTA Tier I $926,250 – Ґрунт (Red) – 56S/32Q/16D Одиночний розряд – Парний розряд                                  | Ліндсі Девенпорт Яна Новотна 6–3, 3–6, 6–2        | Джиджі Фернандес Наташа Звєрєва    | Аманда Кетцер Яна Новотна             | Штеффі Граф Іва Майолі Анна Курникова Сабін Аппельманс                  |
| 12 травня          | Welsh International Open Кардіфф, Great Britain Турнір 4 категорії $107,500 – Ґрунт (Red) – 56S/32Q/28D Одиночний розряд, парний розряд                     | Вірхінія Руано Паскуаль 6–1, 3–6, 6–2             | Алексія Дешом-Баллере              | Ріта Гранде Сара Пітковскі            | Домінік Монамі Петра Лангрова Франческа Любіані Оса Свенссон            |
| 12 травня          | Welsh International Open Кардіфф, Great Britain Турнір 4 категорії $107,500 – Ґрунт (Red) – 56S/32Q/28D Одиночний розряд, парний розряд                     | Деббі Грем Керрі-Енн Г'юз 6–3, 6–4                | Жулі Пуллен Лорна Вудрофф          | Ріта Гранде Сара Пітковскі            | Домінік Монамі Петра Лангрова Франческа Любіані Оса Свенссон            |
| 19 травня          | Мастерс Мадрид Мадрид, Іспанія Турнір 3 категорії $175,000 – Ґрунт (Red) – 56S/32Q/28D Одиночний розряд, парний розряд                                      | Яна Новотна 7–5, 6–1                              | Моніка Селеш                       | Флоренсія Лабат Аранча Санчес Вікаріо | Вірхінія Руано Паскуаль Іріна Спирля Енн Гроссман Гала Леон Гарсія      |
| 19 травня          | Мастерс Мадрид Мадрид, Іспанія Турнір 3 категорії $175,000 – Ґрунт (Red) – 56S/32Q/28D Одиночний розряд, парний розряд                                      | Мері Джо Фернандес Аранча Санчес Вікаріо 6–3, 6–2 | Інес Горрочатегі Іріна Спирля      | Флоренсія Лабат Аранча Санчес Вікаріо | Вірхінія Руано Паскуаль Іріна Спирля Енн Гроссман Гала Леон Гарсія      |
| 19 травня          | Internationaux de Strasbourg Страсбург, Франція Турнір 3 категорії $250,000 – Ґрунт (Red) – 30S/32Q/16D Одиночний розряд – Парний розряд                    | Штеффі Граф 6–2, 7–5                              | Мір'яна Лучич-Бароні               | Аманда Кетцер Юдіт Візнер             | Сандрін Тестю Кадзімута Наоко Сабін Аппельманс Наташа Звєрєва           |
| 19 травня          | Internationaux de Strasbourg Страсбург, Франція Турнір 3 категорії $250,000 – Ґрунт (Red) – 30S/32Q/16D Одиночний розряд – Парний розряд                    | Гелена Сукова Наташа Звєрєва 6–1, 6–1             | Олена Лиховцева Суґіяма Ай         | Аманда Кетцер Юдіт Візнер             | Сандрін Тестю Кадзімута Наоко Сабін Аппельманс Наташа Звєрєва           |
| 26 травня 2 червня | Відкритий чемпіонат Франції з тенісу Paris, Франція Турніри Великого шлема $4,566,003 – Ґрунт (Red) – 128S/64D/48X Одиночний розряд – Парний розряд - Мікст | Іва Майолі 6–4, 6–2                               | Мартіна Хінгіс                     | Моніка Селеш Аманда Кетцер            | Аранча Санчес Вікаріо Мері Джо Фернандес Руксандра Драгомір Штеффі Граф |
| 26 травня 2 червня | Відкритий чемпіонат Франції з тенісу Paris, Франція Турніри Великого шлема $4,566,003 – Ґрунт (Red) – 128S/64D/48X Одиночний розряд – Парний розряд - Мікст | Джиджі Фернандес Наташа Звєрєва 6–2, 6–3          | Мері Джо Фернандес Ліза Реймонд    | Моніка Селеш Аманда Кетцер            | Аранча Санчес Вікаріо Мері Джо Фернандес Руксандра Драгомір Штеффі Граф |
| 26 травня 2 червня | Відкритий чемпіонат Франції з тенісу Paris, Франція Турніри Великого шлема $4,566,003 – Ґрунт (Red) – 128S/64D/48X Одиночний розряд – Парний розряд - Мікст | Магеш Бгупаті Хіракі Ріка 6–4, 6–1                | Патрік Гелбрайт Ліза Реймонд       | Моніка Селеш Аманда Кетцер            | Аранча Санчес Вікаріо Мері Джо Фернандес Руксандра Драгомір Штеффі Граф |

### Червень
| Тиждень             | Турнір | Чемпіонки                                                                               | Фіналістки                                                    | Півфіналістки                        | Чвертьфіналістки                                             |
| ------------------- | --- | --------------------------------------------------------------------------------------- | ------------------------------------------------------------- | ------------------------------------ | ------------------------------------------------------------ |
| 9 червня            | DFS Classic Бірмінгем, Great Britain Турнір 3 категорії $164,250 – Трава – 56S/32Q/16D Одиночний розряд – Парний розряд                                        | Наталі Тозья 2–6, 6–2, 6–2                                                              | Басукі Яюк                                                    | Іріна Спирля Крістін Кунс            | Домінік Монамі Магдалена Малеєва Ліза Реймонд Наташа Звєрєва |
| 9 червня            | DFS Classic Бірмінгем, Great Britain Турнір 3 категорії $164,250 – Трава – 56S/32Q/16D Одиночний розряд – Парний розряд                                        | Катріна Адамс Лариса Савченко-Нейланд 6–2, 6–3                                          | Наталі Тозья Лінда Вілд                                       | Іріна Спирля Крістін Кунс            | Домінік Монамі Магдалена Малеєва Ліза Реймонд Наташа Звєрєва |
| 16 червня           | AEGON International Істборн, Great Britain Турнір 2 категорії $450,000 – Трава – 28S/32Q/16D Одиночний розряд – Парний розряд                                  | Аранча Санчес Вікаріо vs. Яна Новотна (cancelled due to rain)                           | Аранча Санчес Вікаріо vs. Яна Новотна (cancelled due to rain) | Бренда Шульц-Маккарті Наташа Звєрєва | Моніка Селеш Іріна Спирля Наталі Тозья Суґіяма Ай            |
| 16 червня           | AEGON International Істборн, Great Britain Турнір 2 категорії $450,000 – Трава – 28S/32Q/16D Одиночний розряд – Парний розряд                                  | Лорі Макніл / Гелена Сукова vs. Ніколь Арендт / Манон Боллеграф (cancelled due to rain) |                                                               | Бренда Шульц-Маккарті Наташа Звєрєва | Моніка Селеш Іріна Спирля Наталі Тозья Суґіяма Ай            |
| 16 червня           | Heineken Trophy Rosmalen, The Нідерландські Антильські острови Турнір 3 категорії $164,250 – Трава – 30S/16D Одиночний розряд – Парний розряд                  | Руксандра Драгомір 5–7, 6–2, 6–4                                                        | Міріам Ореманс                                                | Анке Губер Оса Свенссон              | Сабін Аппельманс Каріна Габшудова Домінік Монамі Марі П'єрс  |
| 16 червня           | Heineken Trophy Rosmalen, The Нідерландські Антильські острови Турнір 3 категорії $164,250 – Трава – 30S/16D Одиночний розряд – Парний розряд                  | Ева Меліхарова Гелена Вілдова 6–3, 7–6(8–6)                                             | Каріна Габшудова Флоренсія Лабат                              | Анке Губер Оса Свенссон              | Сабін Аппельманс Каріна Габшудова Домінік Монамі Марі П'єрс  |
| 23 червня 30 червня | Вімблдонський турнір Вімблдон (Лондон), Лондон, Great Britain Турніри Великого шлема $4,083,056 – Трава – 128S/64D/32X Одиночний розряд, парний розряд - Мікст | Мартіна Хінгіс 2–6, 6–3, 6–3                                                            | Яна Новотна                                                   | Анна Курникова Аранча Санчес Вікаріо | Деніса Хладкова Іва Майолі Басукі Яюк Наталі Тозья           |
| 23 червня 30 червня | Вімблдонський турнір Вімблдон (Лондон), Лондон, Great Britain Турніри Великого шлема $4,083,056 – Трава – 128S/64D/32X Одиночний розряд, парний розряд - Мікст | Джиджі Фернандес Наташа Звєрєва 7–6(7–4), 6–4                                           | Ніколь Арендт Манон Боллеграф                                 | Анна Курникова Аранча Санчес Вікаріо | Деніса Хладкова Іва Майолі Басукі Яюк Наталі Тозья           |
| 23 червня 30 червня | Вімблдонський турнір Вімблдон (Лондон), Лондон, Great Britain Турніри Великого шлема $4,083,056 – Трава – 128S/64D/32X Одиночний розряд, парний розряд - Мікст | Цирил Сук Гелена Сукова 4–6, 6–3, 6–4                                                   | Андрій Ольховський Лариса Савченко-Нейланд                    | Анна Курникова Аранча Санчес Вікаріо | Деніса Хладкова Іва Майолі Басукі Яюк Наталі Тозья           |

### Липень
| Тиждень  | Турнір | Чемпіонки                                            | Фіналістки                             | Півфіналістки                              | Чвертьфіналістки                                                                |
| -------- | --- | ---------------------------------------------------- | -------------------------------------- | ------------------------------------------ | ------------------------------------------------------------------------------- |
| 7 липня  | Кубок Федерації: Півфінал Прага, Чехія – Ґрунт (Red) Ніцца, Франція – Ґрунт (Red)                                                            | Перемогли в півфіналі · Нідерланди 3–2 · Франція 3–2 | Програли в півфіналі · Чехія · Бельгія |                                            |                                                                                 |
| 14 липня | Internazionali Femminili di Palermo Палермо, Італія Турнір 4 категорії $163,000 – Ґрунт (Red) – 32S/32Q/16D Одиночний розряд – Парний розряд | Сандрін Тестю 7–5, 6–3                               | Олена Макарова                         | Барбара Паулюс Барбара Шетт                | Інес Горрочатегі Сільвія Фаріна-Елія Вірхінія Руано Паскуаль Еммануель Гальярді |
| 14 липня | Internazionali Femminili di Palermo Палермо, Італія Турнір 4 категорії $163,000 – Ґрунт (Red) – 32S/32Q/16D Одиночний розряд – Парний розряд | Сільвія Фаріна-Елія Барбара Шетт 2–6, 6–1, 6–4       | Флоренсія Лабат Мерседес Пас           | Барбара Паулюс Барбара Шетт                | Інес Горрочатегі Сільвія Фаріна-Елія Вірхінія Руано Паскуаль Еммануель Гальярді |
| 14 липня | Skoda Czech Open Прага, Чехія Турнір 4 категорії $160,000 – Ґрунт (Red) – 32S/32Q/16D Одиночний розряд – Парний розряд                       | Йоаннетта Крюгер 6–1, 6–1                            | Маріон Маруска                         | Вероніка Мартінек Кетеліна Крістя          | Алексія Дешом-Баллере Деніса Хладкова Каріна Габшудова Людмила Ріхтерова        |
| 14 липня | Skoda Czech Open Прага, Чехія Турнір 4 категорії $160,000 – Ґрунт (Red) – 32S/32Q/16D Одиночний розряд – Парний розряд                       | Руксандра Драгомір Каріна Габшудова 6–1, 5–7, 6–2    | Ева Мартінцова Гелена Вілдова          | Вероніка Мартінек Кетеліна Крістя          | Алексія Дешом-Баллере Деніса Хладкова Каріна Габшудова Людмила Ріхтерова        |
| 21 липня | Bank of the West Classic Стенфорд (Каліфорнія), США Турнір 2 категорії $450,000 – Тверде – 28S/32Q/16D Одиночний розряд – Парний розряд      | Мартіна Хінгіс 6–0, 6–2                              | Кончіта Мартінес                       | Ліндсі Девенпорт Аманда Кетцер             | Лінда Вілд Олена Лиховцева Кімберлі По Моніка Селеш                             |
| 21 липня | Bank of the West Classic Стенфорд (Каліфорнія), США Турнір 2 категорії $450,000 – Тверде – 28S/32Q/16D Одиночний розряд – Парний розряд      | Ліндсі Девенпорт Мартіна Хінгіс 6–1, 6–3             | Кончіта Мартінес Патрісія Тарабіні     | Ліндсі Девенпорт Аманда Кетцер             | Лінда Вілд Олена Лиховцева Кімберлі По Моніка Селеш                             |
| 21 липня | Warsaw Cup by Heros Варшава, Польща Турнір 3 категорії $164,250 – Ґрунт (Red) – 32S/32Q/16D Одиночний розряд – Парний розряд                 | Барбара Паулюс 6–4, 6–4                              | Генрієта Надьова                       | Вірхінія Руано Паскуаль Руксандра Драгомір | Гала Леон Гарсія Йоаннетта Крюгер Крістіна Торренс-Валеро Катаріна Студенікова  |
| 21 липня | Warsaw Cup by Heros Варшава, Польща Турнір 3 категорії $164,250 – Ґрунт (Red) – 32S/32Q/16D Одиночний розряд – Парний розряд                 | Руксандра Драгомір Інес Горрочатегі 6–4, 6–0         | Мейке Бабель Кетрін Берклей            | Вірхінія Руано Паскуаль Руксандра Драгомір | Гала Леон Гарсія Йоаннетта Крюгер Крістіна Торренс-Валеро Катаріна Студенікова  |
| 28 липня | Toshiba Classic Сан-Дієго, США Турнір 2 категорії $450,000 – Тверде – 28S/32Q/16D Одиночний розряд – Парний розряд                           | Мартіна Хінгіс 7–6(7–4), 6–4                         | Моніка Селеш                           | Марі П'єрс Аманда Кетцер                   | Кончіта Мартінес Сандрін Тестю Басукі Яюк Наташа Звєрєва                        |
| 28 липня | Toshiba Classic Сан-Дієго, США Турнір 2 категорії $450,000 – Тверде – 28S/32Q/16D Одиночний розряд – Парний розряд                           | Мартіна Хінгіс Аранча Санчес Вікаріо 6–3, 7–5        | Емі Фрейзер Кімберлі По                | Марі П'єрс Аманда Кетцер                   | Кончіта Мартінес Сандрін Тестю Басукі Яюк Наташа Звєрєва                        |
| 28 липня | Styria Open Maria Lankowitz, Австрія Турнір 4 категорії $107,500 – Ґрунт (Red) – 32S/32Q/16D Одиночний розряд, парний розряд                 | Барбара Шетт 3–6, 6–2, 6–3                           | Генрієта Надьова                       | Марія Санчес Лоренсо Мейке Бабель          | Барбара Паулюс Юдіт Візнер Патті Шнідер Гала Леон Гарсія                        |
| 28 липня | Styria Open Maria Lankowitz, Австрія Турнір 4 категорії $107,500 – Ґрунт (Red) – 32S/32Q/16D Одиночний розряд, парний розряд                 | Ева Меліхарова Гелена Вілдова 6–2, 6–2               | Радка Бобкова Вілтруд Пробст           | Марія Санчес Лоренсо Мейке Бабель          | Барбара Паулюс Юдіт Візнер Патті Шнідер Гала Леон Гарсія                        |

### Серпень
| Тиждень             | Турнір | Чемпіонки                                        | Фіналістки                            | Півфіналістки                       | Чвертьфіналістки                                              |
| ------------------- | --- | ------------------------------------------------ | ------------------------------------- | ----------------------------------- | ------------------------------------------------------------- |
| 4 серпня            | Acura Classic Лос-Анджелес, U.S. Турнір 2 категорії $450,000 – Тверде – 30S/32Q/16D Одиночний розряд – Парний розряд                                              | Моніка Селеш 5–7, 7–5, 6–4                       | Ліндсі Девенпорт                      | Мартіна Хінгіс Емі Фрейзер          | Анке Губер Наталі Тозья Аранча Санчес Вікаріо Наташа Звєрєва  |
| 4 серпня            | Acura Classic Лос-Анджелес, U.S. Турнір 2 категорії $450,000 – Тверде – 30S/32Q/16D Одиночний розряд – Парний розряд                                              | Басукі Яюк Кароліна Віс 7–6(9–7), 6–3            | Лариса Савченко-Нейланд Гелена Сукова | Мартіна Хінгіс Емі Фрейзер          | Анке Губер Наталі Тозья Аранча Санчес Вікаріо Наташа Звєрєва  |
| 11 серпня           | Du Maurier Open Торонто, Онтаріо, Канада Турніри WTA Tier I $926,250 – Тверде – 28S/32Q/16D Одиночний розряд – Парний розряд                                      | Моніка Селеш 6–2, 6–4                            | Анке Губер                            | Кончіта Мартінес Мері Джо Фернандес | Ріта Гранде Ліндсі Девенпорт Аманда Кетцер Магдалена Малеєва  |
| 11 серпня           | Du Maurier Open Торонто, Онтаріо, Канада Турніри WTA Tier I $926,250 – Тверде – 28S/32Q/16D Одиночний розряд – Парний розряд                                      | Басукі Яюк Кароліна Віс 3–6, 7–5, 6–4            | Ніколь Арендт Манон Боллеграф         | Кончіта Мартінес Мері Джо Фернандес | Ріта Гранде Ліндсі Девенпорт Аманда Кетцер Магдалена Малеєва  |
| 18 серпня           | U.S. Women's Hard Court Championships Атланта, U.S. Турнір 2 категорії $450,000 – Тверде – 28S/32Q/16D Одиночний розряд – Парний розряд                           | Ліндсі Девенпорт 6–4, 6–1                        | Сандрін Тестю                         | Аманда Кетцер Іва Майолі            | Яна Новотна Домінік Монамі Бренда Шульц-Маккарті Моніка Селеш |
| 18 серпня           | U.S. Women's Hard Court Championships Атланта, U.S. Турнір 2 категорії $450,000 – Тверде – 28S/32Q/16D Одиночний розряд – Парний розряд                           | Ніколь Арендт Манон Боллеграф 6–7(5–7), 6–3, 6–2 | Александра Фусаї Наталі Тозья         | Аманда Кетцер Іва Майолі            | Яна Новотна Домінік Монамі Бренда Шульц-Маккарті Моніка Селеш |
| 25 серпня 1 вересня | Відкритий чемпіонат США з тенісу Флашинг-Медоуз, Нью-Йорк, U.S. Турніри Великого шлема $4,976,000 – Тверде – 128S/64D/32X Одиночний розряд, парний розряд - Мікст | Мартіна Хінгіс 6–0, 6–4                          | Вінус Вільямс                         | Ліндсі Девенпорт Іріна Спирля       | Аранча Санчес Вікаріо Яна Новотна Сандрін Тестю Моніка Селеш  |
| 25 серпня 1 вересня | Відкритий чемпіонат США з тенісу Флашинг-Медоуз, Нью-Йорк, U.S. Турніри Великого шлема $4,976,000 – Тверде – 128S/64D/32X Одиночний розряд, парний розряд - Мікст | Ліндсі Девенпорт Яна Новотна 6–3, 6–4            | Джиджі Фернандес Наташа Звєрєва       | Ліндсі Девенпорт Іріна Спирля       | Аранча Санчес Вікаріо Яна Новотна Сандрін Тестю Моніка Селеш  |
| 25 серпня 1 вересня | Відкритий чемпіонат США з тенісу Флашинг-Медоуз, Нью-Йорк, U.S. Турніри Великого шлема $4,976,000 – Тверде – 128S/64D/32X Одиночний розряд, парний розряд - Мікст | Рік Ліч Манон Боллеграф 3–6, 7–5, 6–3            | Пабло Альбано Мерседес Пас            | Ліндсі Девенпорт Іріна Спирля       | Аранча Санчес Вікаріо Яна Новотна Сандрін Тестю Моніка Селеш  |

### Вересень
| Тиждень    | Турнір | Чемпіонки                                | Фіналістки                   | Півфіналістки                       | Чвертьфіналістки                                                 |
| ---------- | --- | ---------------------------------------- | ---------------------------- | ----------------------------------- | ---------------------------------------------------------------- |
| 15 вересня | Toyota Princess Cup Токіо, Японія Турнір 2 категорії $450,000 – Тверде – 28S/32Q/16D Одиночний розряд – Парний розряд         | Моніка Селеш 6–1, 3–6, 7–6(7–5)          | Аранча Санчес Вікаріо        | Савамацу Наоко Басукі Яюк           | Наташа Звєрєва Кончіта Мартінес Кімберлі По Лі Фан               |
| 15 вересня | Toyota Princess Cup Токіо, Японія Турнір 2 категорії $450,000 – Тверде – 28S/32Q/16D Одиночний розряд – Парний розряд         | Моніка Селеш Суґіяма Ай 6–1, 6–0         | Жулі Алар-Декюжі Чанда Рубін | Савамацу Наоко Басукі Яюк           | Наташа Звєрєва Кончіта Мартінес Кімберлі По Лі Фан               |
| 22 вересня | Sparkassen Cup Лейпциг, Німеччина Турнір 2 категорії $450,000 – Килим (i) – 28S/32Q/16D Одиночний розряд – Парний розряд      | Яна Новотна 6–2, 4–6, 6–3                | Аманда Кетцер                | Мартіна Хінгіс Анке Губер           | Сабін Аппельманс Магдалена Гжибовська Іва Майолі Сандра Клейнова |
| 22 вересня | Sparkassen Cup Лейпциг, Німеччина Турнір 2 категорії $450,000 – Килим (i) – 28S/32Q/16D Одиночний розряд – Парний розряд      | Мартіна Хінгіс Яна Новотна 6–2, 6–2      | Басукі Яюк Гелена Сукова     | Мартіна Хінгіс Анке Губер           | Сабін Аппельманс Магдалена Гжибовська Іва Майолі Сандра Клейнова |
| 22 вересня | Wismilak International Сурабая, Індонезія Турнір 4 категорії $155,340 – Тверде – 32S/28Q/16D Одиночний розряд – Парний розряд | Домінік Монамі 6–1, 6–3                  | Ленка Немечкова              | Рейчел Макквіллан Марія Венто-Кабчі | Даллі Рандріантефі Ніколь Пратт Сара Пітковскі Іноуе Харука      |
| 22 вересня | Wismilak International Сурабая, Індонезія Турнір 4 категорії $155,340 – Тверде – 32S/28Q/16D Одиночний розряд – Парний розряд | Керрі-Енн Г'юз Хіракі Ріка 6–1, 7–6(7–5) | Морін Дрейк Рената Колбовіч  | Рейчел Макквіллан Марія Венто-Кабчі | Даллі Рандріантефі Ніколь Пратт Сара Пітковскі Іноуе Харука      |
| 9 вересняr | Кубок Федерації: Фінал Гертогенбос, Нідерландські Антильські острови Килим (i)                                                | Франція · 4–1                            | Нідерланди                   |                                     |                                                                  |

### Жовтень
| Тиждень   | Турнір | Чемпіонки                                                    | Фіналістки                            | Півфіналістки                      | Чвертьфіналістки                                                      |
| --------- | --- | ------------------------------------------------------------ | ------------------------------------- | ---------------------------------- | --------------------------------------------------------------------- |
| 6 жовтня  | Porsche Tennis Grand Prix Фільдерштадт, Німеччина Турнір 2 категорії $450,000 – Тверде (i) – 28S/32Q/16D Одиночний розряд – Парний розряд | Мартіна Хінгіс 6–4, 6–2                                      | Ліза Реймонд                          | Аманда Кетцер Іріна Спирля         | Магдалена Малеєва Патті Шнідер Аранча Санчес Вікаріо Савамацу Наоко   |
| 6 жовтня  | Porsche Tennis Grand Prix Фільдерштадт, Німеччина Турнір 2 категорії $450,000 – Тверде (i) – 28S/32Q/16D Одиночний розряд – Парний розряд | Мартіна Хінгіс Аранча Санчес Вікаріо 7–6(7–4), 3–6, 7–6(7–3) | Ліндсі Девенпорт Яна Новотна          | Аманда Кетцер Іріна Спирля         | Магдалена Малеєва Патті Шнідер Аранча Санчес Вікаріо Савамацу Наоко   |
| 13 жовтня | European Indoors Цюрих, Швейцарія Турніри WTA Tier I $926,250 – Тверде – 28S/32Q/16D Одиночний розряд – Парний розряд                     | Ліндсі Девенпорт 7–6(7–3), 7–5                               | Наталі Тозья                          | Ліза Реймонд Яна Новотна           | Мартіна Хінгіс Сабін Аппельманс Вінус Вільямс Сандра Клейнова         |
| 13 жовтня | European Indoors Цюрих, Швейцарія Турніри WTA Tier I $926,250 – Тверде – 28S/32Q/16D Одиночний розряд – Парний розряд                     | Мартіна Хінгіс Аранча Санчес Вікаріо 4–6, 6–4, 6–1           | Лариса Савченко-Нейланд Гелена Сукова | Ліза Реймонд Яна Новотна           | Мартіна Хінгіс Сабін Аппельманс Вінус Вільямс Сандра Клейнова         |
| 20 жовтня | SEAT Open Люксембург (місто), Люксембург Турнір 3 категорії $164,250 – Килим (i) – 30S/32Q/16D Одиночний розряд – Парний розряд           | Аманда Кетцер 6–4, 3–6, 7–5                                  | Барбара Паулюс                        | Катаріна Студенікова Анн-Гель Сідо | Міріам Ореманс Йоаннетта Крюгер Сабін Аппельманс Генрієта Надьова     |
| 20 жовтня | SEAT Open Люксембург (місто), Люксембург Турнір 3 категорії $164,250 – Килим (i) – 30S/32Q/16D Одиночний розряд – Парний розряд           | Лариса Савченко-Нейланд Гелена Сукова 6–2, 6–4               | Мейке Бабель Лоранс Куртуа            | Катаріна Студенікова Анн-Гель Сідо | Міріам Ореманс Йоаннетта Крюгер Сабін Аппельманс Генрієта Надьова     |
| 20 жовтня | Challenge Bell Квебек (місто), Канада Турнір 3 категорії $164,250 – Килим (i) – 28S/32Q/16D Одиночний розряд – Парний розряд              | Бренда Шульц-Маккарті 6–4, 6–7(4–7), 7–5                     | Домінік Монамі                        | Чанда Рубін Ліза Реймонд           | Коріна Мораріу Марія Венто-Кабчі Джолен Ватанабе Магдалена Гжибовська |
| 20 жовтня | Challenge Bell Квебек (місто), Канада Турнір 3 категорії $164,250 – Килим (i) – 28S/32Q/16D Одиночний розряд – Парний розряд              | Ліза Реймонд Ренне Стаббс 6–4, 5–7, 7–5                      | Александра Фусаї Наталі Тозья         | Чанда Рубін Ліза Реймонд           | Коріна Мораріу Марія Венто-Кабчі Джолен Ватанабе Магдалена Гжибовська |
| 27 жовтня | Кубок Кремля Москва, Росія Турніри WTA Tier I $926,250 – Килим (i) – 28S/32Q/16D Одиночний розряд – Парний розряд                         | Яна Новотна 6–3, 6–4                                         | Суґіяма Ай                            | Кончіта Мартінес Домінік Монамі    | Вінус Вільямс Сандрін Тестю Аранча Санчес Вікаріо Іріна Спирля        |
| 27 жовтня | Кубок Кремля Москва, Росія Турніри WTA Tier I $926,250 – Килим (i) – 28S/32Q/16D Одиночний розряд – Парний розряд                         | Аранча Санчес Вікаріо Наташа Звєрєва 5-3 def.                | Басукі Яюк Кароліна Віс               | Кончіта Мартінес Домінік Монамі    | Вінус Вільямс Сандрін Тестю Аранча Санчес Вікаріо Іріна Спирля        |

### Листопад
| Тиждень       | Турнір | Чемпіонки                                       | Фіналістки                     | Півфіналістки                          | Чвертьфіналістки                                                   |
| ------------- | --- | ----------------------------------------------- | ------------------------------ | -------------------------------------- | ------------------------------------------------------------------ |
| 3 листопада   | Ameritech Cup Чикаго, Сполучені Штати Америки Турнір 2 категорії $450,000 – Килим (i) – 28S/32Q/16D Одиночний розряд – Парний розряд             | Ліндсі Девенпорт 6–0, 7–5                       | Наталі Тозья                   | Іва Майолі Серена Вільямс              | Яна Новотна Басукі Яюк Ліза Реймонд Моніка Селеш                   |
| 3 листопада   | Ameritech Cup Чикаго, Сполучені Штати Америки Турнір 2 категорії $450,000 – Килим (i) – 28S/32Q/16D Одиночний розряд – Парний розряд             | Александра Фусаї Наталі Тозья 6–3, 6–2          | Ліндсі Девенпорт Моніка Селеш  | Іва Майолі Серена Вільямс              | Яна Новотна Басукі Яюк Ліза Реймонд Моніка Селеш                   |
| 10 листопадаr | Advanta Championships Філадельфія, Сполучені Штати Америки Турнір 2 категорії $450,000 – Килим (i) – 30S/32Q/16D Одиночний розряд, парний розряд | Мартіна Хінгіс 7–5, 6–7(7–9), 7–6(7–4)          | Ліндсі Девенпорт               | Аранча Санчес Вікаріо Іріна Спирля     | Анке Губер Аманда Кетцер Моніка Селеш Яна Новотна                  |
| 10 листопадаr | Advanta Championships Філадельфія, Сполучені Штати Америки Турнір 2 категорії $450,000 – Килим (i) – 30S/32Q/16D Одиночний розряд, парний розряд | Ліза Реймонд Ренне Стаббс 6–3, 7–5              | Ліндсі Девенпорт Яна Новотна   | Аранча Санчес Вікаріо Іріна Спирля     | Анке Губер Аманда Кетцер Моніка Селеш Яна Новотна                  |
| 17 листопада  | Chase Championships Нью-Йорк, Сполучені Штати Америки Рік-End Championships $2,000,000 – Килим (i) – 16S/8D Одиночний розряд - Парний розряд     | Яна Новотна 7–6(7–4), 6–2, 6–3                  | Марі П'єрс                     | Наталі Тозья Іріна Спирля              | Мартіна Хінгіс Іва Майолі Мері Джо Фернандес Аранча Санчес Вікаріо |
| 17 листопада  | Chase Championships Нью-Йорк, Сполучені Штати Америки Рік-End Championships $2,000,000 – Килим (i) – 16S/8D Одиночний розряд - Парний розряд     | Ліндсі Девенпорт Яна Новотна 6–7(5–7), 6–3, 6–2 | Александра Фусаї Наталі Тозья  | Наталі Тозья Іріна Спирля              | Мартіна Хінгіс Іва Майолі Мері Джо Фернандес Аранча Санчес Вікаріо |
| 17 листопада  | Volvo Women's Open Паттайя, Таїланд Турнір 4 категорії $107,500 – Тверде – 30S/32Q/16D Одиночний розряд – Парний розряд                          | Генрієта Надьова 7–5, 6–7(6–8), 7–5             | Домінік Монамі                 | Руксандра Драгомір Ольга Барабанщикова | Коріна Мораріу Сандра Клейнова Ніколь Пратт Лоранс Куртуа          |
| 17 листопада  | Volvo Women's Open Паттайя, Таїланд Турнір 4 категорії $107,500 – Тверде – 30S/32Q/16D Одиночний розряд – Парний розряд                          | Крістін Кунс Коріна Мораріу 6–3, 6–4            | Флоренсія Лабат Домінік Монамі | Руксандра Драгомір Ольга Барабанщикова | Коріна Мораріу Сандра Клейнова Ніколь Пратт Лоранс Куртуа          |

## Рейтинги
Нижче наведено по двадцять перших на кінець року гравчинь у рейтингу WTA в одиночному та парному розряді.
| Одиночний розряд | Одиночний розряд            | Одиночний розряд | Одиночний розряд | Одиночний розряд |
| ---------------- | --------------------------- | ---------------- | ---------------- | ---------------- |
| Ранг             | Гравчиня                    | Пункти           | 1996             | Зміна            |
| 1                | Мартіна Хінгіс (SUI)        | 6,264            | 6                | +5               |
| 2                | Яна Новотна (CZE)           | 3,754            | 5                | +3               |
| 3                | Ліндсі Девенпорт (USA)      | 3,696            | 9                | +6               |
| 4                | Аманда Кетцер (RSA)         | 3,360            | 14               | +10              |
| 5                | Моніка Селеш (USA)          | 2,988            | 2                | -3               |
| 6                | Іва Майолі (CRO)            | 2,874            | 8                | +2               |
| 7                | Марі П'єрс (FRA)            | 2,861            | 24               | +17              |
| 8                | Іріна Спирля (ROU)          | 2,577            | 10               | +2               |
| 9                | Аранча Санчес Вікаріо (ESP) | 2,361            | 3                | -6               |
| 10               | Мері Джо Фернандес (USA)    | 2,114            | 32               | +19              |
| 11               | Наталі Тозья (FRA)          | 2,003            | 16               | +5               |
| 12               | Кончіта Мартінес (ESP)      | 1988             | 4                | -8               |
| 13               | Сандрін Тестю (FRA)         | 1,841            | 41               | +28              |
| 14               | Анке Губер (GER)            | 1,829            | 7                | -7               |
| 15               | Бренда Шульц-Маккарті (NED) | 1,543            | 12               | -3               |
| 16               | Сабін Аппельманс (BEL)      | 1,502            | 21               | +5               |
| 17               | Ліза Реймонд (USA)          | 1,437            | 27               | +10              |
| 18               | Домінік Монамі (BEL)        | 1,394            | 48               | +30              |
| 19               | Руксандра Драгомір (ROM)    | 1,333            | 25               | +6               |
| 20               | Суґіяма Ай (JPN)            | 1,252            | 28               | +8               |

| Парний розряд | Парний розряд                 | Парний розряд | Парний розряд | Парний розряд |
| ------------- | ----------------------------- | ------------- | ------------- | ------------- |
| Ранг          | Гравчиня                      | Пункти        | 1996          | Зміна         |
| 1             | Наташа Звєрєва (BLR)          | 5,435         | 9             | +8            |
| 2             | Ліндсі Девенпорт (USA)        | 5,377         | 7             | +5            |
| 3             | Мартіна Хінгіс (SUI)          | 4,409         | 10            | +7            |
| 4             | Джиджі Фернандес (USA)        | 4,175         | 4             | =             |
| 5             | Аранча Санчес Вікаріо (ESP)   | 4,129         | 1             | -4            |
| 6             | Яна Новотна (CZE)             | 3,997         | 3             | -3            |
| 7             | Манон Боллеграф (NED)         | 3,982         | 15            | +8            |
| 8             | Ніколь Арендт (USA)           | 3,720         | 11            | +3            |
| 9             | Лариса Савченко-Нейланд (LAT) | 3,327         | 2             | -7            |
| 10            | Гелена Сукова (CZE)           | 3,046         | 6             | -4            |
| 11            | Кароліна Віс (NED)            | 2,963         | 19            | +8            |
| 12            | Ліза Реймонд (USA)            | 2,853         | 12            | =             |
| 13            | Наталі Тозья (FRA)            | 2,842         | 14            | +1            |
| 14            | Александра Фусаї (FRA)        | 2,820         | 35            | +21           |
| 15            | Басукі Яюк (INA)              | 2,721         | 20            | +5            |
| 16            | Мері Джо Фернандес (USA)      | 2,463         | 5             | -11           |
| 17            | Патрісія Тарабіні (ARG)       | 2,322         | 30            | +13           |
| 18            | Міягі Нана (JPN)              | 2,102         | 29            | +11           |
| 19            | Кончіта Мартінес (ESP)        | 1,928         | 28            | +9            |
| 20            | Кадзімута Наоко (JPN)         | 1,787         | 46            | +26           |